# André III da Hungria
André III (em húngaro: Endre; c. 1265 — 14 de janeiro de 1301) foi rei da Hungria de 1290 até a sua morte, com a qual extinguiu-se a linhagem masculina da Dinastia de Árpád.
Devido ao crescente poder dos senhores feudais húngaros e ao correlato enfraquecimento do poder central, o país afundou em completa anarquia no final dos anos 1290. 
Seguiu-se à morte de André um interregno no qual Otão, Duque da Baviera, o futuro Venceslau III da Boêmia e Carlos Roberto de Anjou foram proclamados reis por diferentes facções da nobreza feudal húngara. Por fim, a dinastia angevina logrou consolidar-se no poder e Carlos Roberto (neto de Maria Árpád da Hungria - esta, irmã de Ladislau IV da Hungria - e irmão e herdeiro de Carlos Martel de Anjou) foi reconhecido como rei da Hungria.
André III foi o primeiro rei a convocar uma Dieta na Hungria.
André era neto de André II da Hungria e de Beatriz d'Este.

## Árvore genealógica da Casa de Arpades
|-